# Die Bachelorette (Schweiz)
Die Bachelorette (deutsch «Junggesellin») ist eine Fernsehsendung des Schweizer Senders 3 Plus TV. In ihr soll eine von 3+ ausgewählte Single-Frau einen Lebenspartner finden. Die Bachelorette lehnt sich an das amerikanische Format The Bachelorette, welches in den USA im Januar 2003 auf dem Fernsehsender ABC startete. Lizenzgeber des Formats ist Warner Bros. International Television Productions.

## Ablauf
Die Bachelorette ist auf der Suche nach der grossen Liebe und die Herren ihrer Wahl versuchen ihr Herz zu erobern. Die Bachelorette muss sich in jeder Folge von mehreren Kandidaten trennen. Denn nur die Herren, die der Bachelorette gefallen, bekommen am Ende jeder Sendung eine Rose von der Single-Frau und sind somit eine Runde weiter. Am Ende bleibt nur noch eine Rose übrig und sie muss sich entscheiden, mit wem sie eine Beziehung eingehen möchte.

## Staffelübersicht
Die erste Staffel startete mit einer Rekordquote für 3 Plus TV.
| Die Bachelorette (Schweiz) | Die Bachelorette (Schweiz) | Die Bachelorette (Schweiz) | Die Bachelorette (Schweiz) | Die Bachelorette (Schweiz) | Die Bachelorette (Schweiz) | Die Bachelorette (Schweiz)         | Die Bachelorette (Schweiz) | Die Bachelorette (Schweiz) |
| Staffel                    | Jahr                       | Ausstrahlung               | Drehort                    | Folgen*                    | Bachelorette               | Anmerkungen                        | Letzte Rose an             |                            |
| -------------------------- | -------------------------- | -------------------------- | -------------------------- | -------------------------- | -------------------------- | ---------------------------------- | -------------------------- | -------------------------- |
| 1                          | 2015                       | 27. April – 22. Juni       | Thailand (Koh Samui)       | 8 + 1                      | Frieda Hodel               |                                    | Christian Rauch            |                            |
| 2                          | 2016                       | 18. April – 13. Juni       | Thailand (Koh Samui)       | 8 + 1                      | Zaklina Djuricic           |                                    | Michael Schmied            |                            |
| 3                          | 2017                       | 25. April – 11. Juli       | Thailand (Koh Samui)       | 9 + 2                      | Elizabeta „Eli“ Simic      | Teilnahme bei Das Supertalent 2014 | Anthony Briscoe            |                            |
| 4                          | 2018                       | 22. April – 18. Juni       | Thailand (Koh Samui)       | 9 + 1                      | Adela Smajic               |                                    | Cem Aytec                  |                            |
| 5                          | 2019                       | 30. April – 15. Juli       | Südafrika                  | 9 + 2                      | Andrina Santoro            |                                    | Kenny Leemann              |                            |
| 6                          | 2020                       | 20. April – 29. Juni       | Thailand (Phuket)          | 9 + 1                      | Chanelle Wyrsch            | Sechste bei DSDS 2017              | Mike Rothlin               |                            |
| 7                          | 2021                       | 26. April – 8. Juni        | Griechenland (Kreta)       | 7 + 1                      | Dina Rossi                 |                                    | Cyrill Egli                |                            |
| 8                          | 2022                       | 25. April – 27. Juni       | Thailand (Phuket)          | 8 + 1                      | Yuliya Benza               |                                    | Yuri Natale                |                            |
| 9                          | 2023                       | 17. April                  | Thailand (Phuket)          | 9 + 1                      | Yara Buol                  |                                    | Eric Plangger              |                            |
| 10                         | 2024                       | 8. April                   | Südafrika                  |                            | Larissa Hodgons            |                                    |                            |                            |

* zuzüglich Aftershow-Folgen